# Myrmecacis lipothrix
Myrmecacis lipothrix är en stekelart som först beskrevs av Porter 1967.  Myrmecacis lipothrix ingår i släktet Myrmecacis och familjen brokparasitsteklar. Inga underarter finns listade i Catalogue of Life.